# Бэнд-лидер
Бэнд-лидер, бенд-лидер (англ. bandleader, от англ. band «инструментальный ансамбль» и англ. leader «руководитель»), в неакадемической музыке — руководитель инструментального ансамбля или небольшого оркестра. По отношению к ансамблям и оркестрам академической музыки термин «бенд-лидер» не используется.
В отличие от дирижёра, бенд-лидер может выступать как действующий исполнитель (вокалист, инструменталист) вместе со своим коллективом. Роль бенд-лидера требует от руководителя не только профессиональных исполнительских навыков, но и навыков администрирования. Бенд-лидеры выступают от лица «своего» коллектива при заключении коммерческих договоров (гастроли, звукозаписи, контракты с композиторами и аранжировщиками, и т.п.), выполняют функцию менеджера по связям с общественностью, репертуарного менеджера и т.д. Иногда бенд-лидер выполняет также функции основного аранжировщика и композитора.
Исполнительские коллективы нередко называются в честь своих бенд-лидеров. И даже после смерти бенд-лидера, в честь которого был назван коллектив, коллектив продолжает работать под тем же именем-брендом (например, Glenn Miller Orchestra).

## Известные бeнд-лидеры (выборка)
- Боб Уиллс — народная скрипка
- Каунт Бейси — фортепиано
- Джон Колтрейн — саксофон
- Майлз Дэвис — труба
- Томми Дорси — тромбон
- Дюк Эллингтон — фортепиано
- Бенни Гудмэн — кларнет
- ББ Кинг — гитара, вокал
- Джимми Лансфорд[англ.] — саксофон
- Гленн Миллер — тромбон
- Кэб Кэллоуэй — певец
- Ишем Джонс[англ.] – саксофонист, контрабасист